# Jean Guiter
Pour les articles homonymes, voir Guiter.
Jean Guiter, né le 27 février 1897 à Cannes et mort le 23 juin 1959 à Paris 16e, est un homme politique français.

## Biographie

### Famille et vie privée
Né à Cannes (Alpes-Maritimes), Jean Guiter est issu d'une famille de notables républicains du département des Pyrénées-Orientales installée en Savoie. Il est le fils d'Émile Guiter, médecin installé à Saint-Pierre-d'Albigny (Savoie) puis à Cannes, petit-fils d'Eugène Guiter (préfet notamment de la Savoie à la fin de sa vie) et arrière-petit-fils de Théodore Guiter (maire de Perpignan, député des Pyrénées-Orientales, conseiller municipal de Chambéry).  
Par son mariage en 1927 avec Odette Formigé, il devient le gendre de l'architecte Jules Formigé. De cette union, naissent Jean-Claude, disparu en 1955 lors d'une des explorations du Font Estramar, et François, cadre chez Elf Aquitaine et responsable de courses automobiles.
Négociant en vins, Jean Guiter possède des propriétés agricoles à Pézilla-la-Rivière (Pyrénées-Orientales) et Saint-Pierre-d'Albigny.

### Carrière politique
Jean Guiter a été entre 1924 et 1946 le secrétaire général de la Fédération républicaine, principale formation de la droite parlementaire dans la France de l'Entre-deux-guerres. Par ses fonctions, il a été l'un des plus proches collaborateurs de Louis Marin, président de la Fédération dans les mêmes années.
En 1930, il échoue aux législatives dans la circonscription de Cannes-Antibes pourtant déjà détenue par la Fédération républicaine.
À la Libération, avec Pierre Lebon et Robert Pimienta, il représente la Fédération républicaine à l'Assemblée consultative provisoire. En octobre 1945, il échoue à se faire élire sur une liste modérée « Union républicaine nationale démocratique » présentée dans le département de la Seine. Progressivement il finit par se détacher de la Fédération qui peine à se reconstituer en tant que force politique. Fin 1945, il se démet de ses fonctions de secrétaire général au profit d'Henri Becquart. Favorable au programme du Conseil national de la Résistance et à une politique d'union nationale, il souhaite un temps se rapprocher du MRP. 
Réservé à l'endroit d'un projet de régime présidentiel souhaité par de Gaulle, car attaché au parlementarisme, Jean Guiter rejoint néanmoins le RPF lors de sa création en avril 1947. Des modifications sur la liste sénatoriale  sur laquelle il s'était présenté en 1948 lui permettent d'obtenir un siège au Conseil de la République en 1951. À nouveau candidat l'année suivante, il est battu. Par la suite, Jean Guiter siège à l'assemblée de l'Union française dont il devient l'un des vice-présidents en 1956.
À l'assemblée consultative provisoire ou au Conseil de la République, il s'est principalement intéressé aux questions viticoles et agricoles.

## Détail des fonctions et des mandats
Mandat parlementaire
- 23 août 1951 - 18 mai 1952 : Conseiller de la République de la Seine.
- Conseiller de l'Union française

## Décorations[6]
- Officier de la Légion d'honneur (à titre militaire).
- Croix de guerre 1914-1918.